# 世界一の大杓子

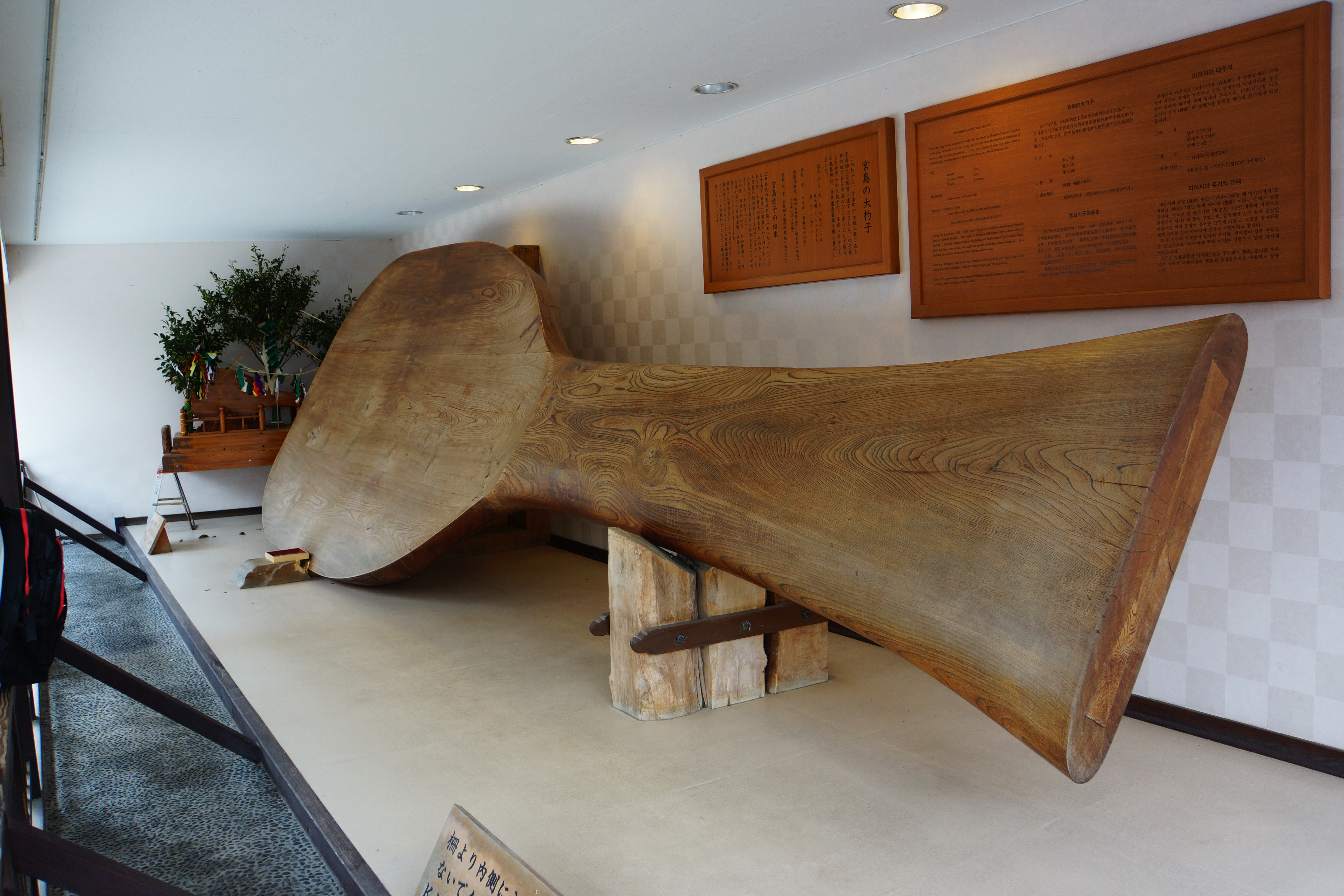
移設前の大杓子

世界一の大杓子（せかいいちのおおしゃもじ）は広島県廿日市市宮島町にあるetto宮島交流館（宮島まちづくり交流センター）で展示されている大きな杓子のことである。また、同地の観光名所である。

## 概要
大しゃもじは旧宮島町が宮島細工共同組合に委託して1980年（昭和55年）5月から1983年（昭和58年）3月まで2年10ヶ月掛けて制作した宮島のシンボル。樹齢200年のケヤキを使い宮島細工への想いもこめてつくったという。大きさは長さ7.7メートル、最大幅2.7メートル、重さ2.5トン。
1996年（平成8年）、おもてなしトイレのある場所に展示。2021年（令和3年）にetto宮島交流館（宮島まちづくり交流センター）へ移設。